# F. K. Mearns

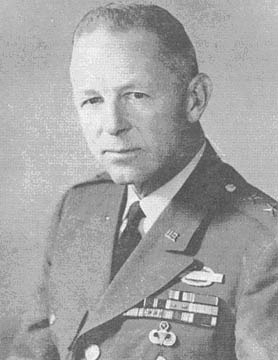
Fillmore K. Mearns

Fillmore Kennady Mearns (* 20. September 1915 in Salt Lake City, Utah; † 18. November 1997 in Hilton Head Island, Beaufort County, South Carolina) war ein Generalleutnant der United States Army. Er war unter anderem Kommandeur der 25. Infanteriedivision und des VII. Korps.
Fillmore Mearns war ein Sohn von Robert Walter Mearns (1866–1949) und dessen Frau Ethel Brown (1883–1966). Der Vater war Brigadegeneral im US-amerikanischen Heer.
In den Jahren 1934 bis 1938 durchlief der jüngere Mearns die United States Military Academy in West Point. Nach seiner Graduation wurde er als Leutnant der Infanterie zugeteilt. In der Armee durchlief er anschließend alle Offiziersränge vom Leutnant bis zum Drei-Sterne-General.
Im Lauf seiner militärischen Karriere absolvierte Mearns verschiedene Kurse und Schulungen. Dazu gehörten unter anderem das Command and General Staff College, das Armed Forces Staff College, das United States Army War College, die United States Army Field Artillery School und die Strategic Intelligence School. Außerdem studierte er an der Columbia University die russische Sprache.
Während des Zweiten Weltkriegs war er zunächst Stabsoffizier in der G3 Abteilung (Operationen) beim III. Korps und dann in gleicher Funktion beim VI. Korps. Ende 1943 wurde er Bataillonskommandeur beim 135. Infanterieregiment. Mit seiner Einheit nahm er in der Folge an der Landung der Alliierten in Sizilien und der anschließenden Alliierten Invasion in Italien teil. Im weiteren Verlauf war er auch am Italienfeldzug der Alliierten beteiligt.
Nach dem Ende des Kriegs setzte Mearns seine militärische Laufbahn fort. Unter anderem war er Leiter der Stabsabteilung G3 (Operationen) im besetzten Österreich. Außerdem gehörte er der amerikanischen Delegation der Viermächteverwaltung der Stadt Wien an. In den 1950er Jahren absolvierte er einige der erwähnten Schulen und er fungierte als Kommandeur des 75. Artilleriebataillons. Zwischen 1954 und 1957 war er Militärattaché an der amerikanischen Botschaft in Moskau. Ende der 1950er Jahre leite er die G3 Stabsabteilung der 6. Armee.
Im Jahr 1960 wurde Mearns zur 82. Luftlandedivision versetzt, wo er zunächst deren Artillerie kommandierte. In den Jahren 1961 und 1962 war er Stabschef dieser Division. Danach kommandierte er die Artillerie der 3. Infanteriedivision und dann die des V. Korps. Beide Verbände waren damals in Deutschland stationiert.
Im August 1967 übernahm er das Kommando über die 25. Infanteriedivision, mit der er im Vietnamkrieg eingesetzt war. In seine Zeit als Kommandeur dieser Division fiel unter anderem die nordvietnamesische Tet-Offensive an deren Abwehr die 25. Infanteriedivision beteiligt war. Nachdem Mearns sein Kommando im August 1968 an Ellis W. Williamson übergeben hatte, wurde er zum stellvertretenden Kommandeur der amerikanischen Streitkräfte in Vietnam (Deputy Commander, II Field Force, Vietnam) ernannt.
Im Februar 1971 wurde Mearns erneut nach Deutschland versetzt, wo er als Nachfolger von George G. O’Connor das Kommando über das in Stuttgart ansässige VII. Korps erhielt. Nachdem er im März 1973 sein Kommando an George S. Blanchard übergeben hatte, ging er in den Ruhestand.
Fillmore Mearns verbrachte seinen Lebensabend in South Carolina. Er starb am 18. November 1997 im dortigen Hilton Head Island.

## Orden und Auszeichnungen
Fillmore Mearns erhielt im Lauf seiner militärischen Laufbahn unter anderem folgende Auszeichnungen:
- Army Distinguished Service Medal
- Silver Star
- Legion of Merit
- Bronze Star Medal
- Defense Superior Service Medal
- Purple Heart
- Distinguished Flying Cross